# Maude Hirst
Maude Hirst (Londres, 6 de febrer de 1988) és una actriu anglesa principalment coneguda per haver interpretat a Helga entre 2013 i 2017 a la sèrie Vikings, produïda pel canal The History Channel. Hirst va estudiar interpretació a la prestigiosa escola londinenca Italia Conti of Academy of Theatre Arts.
Maude Hirst és la filla del escriptor, director i productor Michael Hirst, conegut per haver produït les sèries Vikings (2013 - present) i The Tudors (2007 - 2010) i la germana gran de Georgia Hirst, amb qui comparteix pantalla a la sèrie Vikings, on Georgia dona vida a Torvi des de la segona temporada.
Abans de Vikings, Maude Hirst també va participar en la sèrie britànica The Tudors en el paper de Kat Ashley entre 2008 i 2010 i a les pel·lícules Nuryan (2009) i Cash and Curry (2008).

## Filmografia

### Cinema
| Any  | Títol          | Rol    | Notes                          |
| ---- | -------------- | ------ | ------------------------------ |
| 2016 | The Knock      | Carol  | Curtmetratge, en postproducció |
| 2009 | Nuryan         | Ellie  | Personatge secundari           |
| 2008 | Cash and Curry | Sophie | Personatge secundari           |

### Televisió
| Any         | Títol      | Rol        | Notes                                        |
| ----------- | ---------- | ---------- | -------------------------------------------- |
| 2013 - 2017 | Vikings    | Helga      | Personatge recurrent, apareix en 39 episodis |
| 2008 - 2010 | The Tudors | Kat Ashley | Personatge recurrent, apareix en 9 episodis  |